# Liste des guerres de l'Iméréthie
Cet article concerne les guerres étrangères impliquant l'Iméréthie. Pour les guerres civiles, voir Liste des guerres civiles en Iméréthie.
Cet article concerne les guerres impliquant la province géorgienne d'Iméréthie. Pour les guerres dans le reste de la Géorgie, voir Liste des guerres de la Géorgie.
La liste des guerres en Iméréthie regroupe les guerres et conflits ayant eu lieu en Géorgie occidentale entre l'indépendance du royaume de Géorgie occidentale en 1259 et l'abolition du royaume d'Iméréthie en 1810. Cette liste inclut les invasions et tout conflit contre ennemi étranger, mais n'inclut pas les nombreuses guerres civiles et révoltes nobiliaires, qui sont listées dans la liste des guerres civiles en Iméréthie. 

## Contexte historique

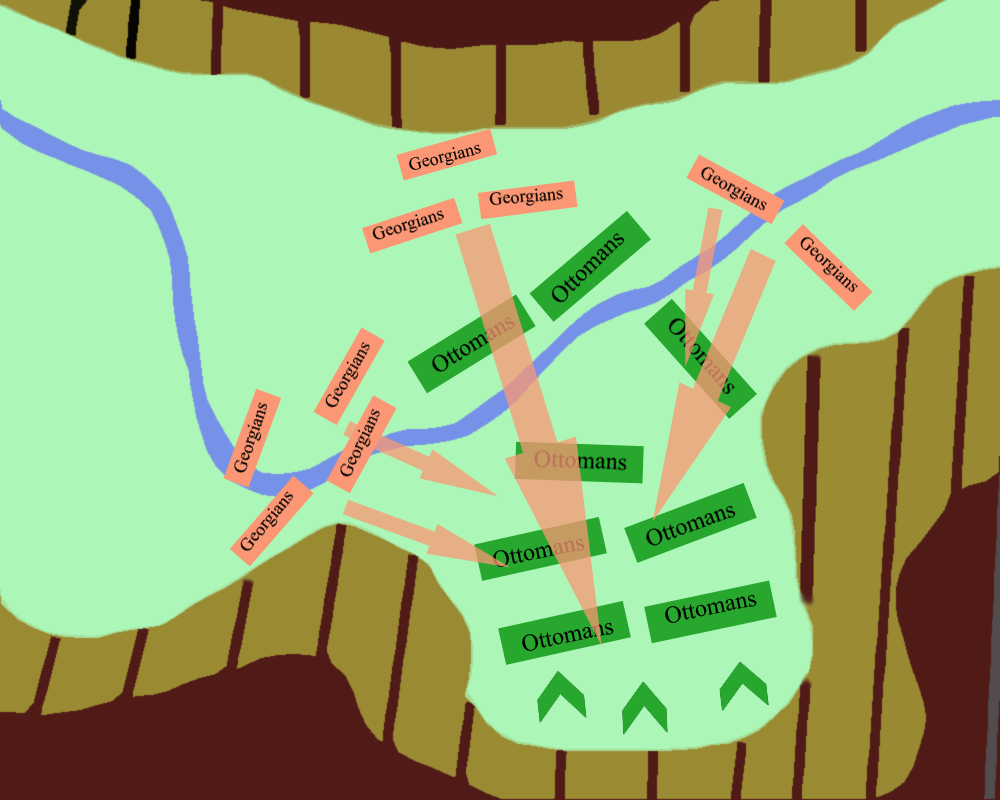
Plan de la Bataille de Khressili, qui voit une victoire décisive des Imères sur les Ottomans en 1757.

La Géorgie occidentale, tout comme le reste de la nation géorgienne, se trouve aux pieds du Caucase, faisant de la région un champ stratégique de bataille entre les grands empires voisins au fil des siècles. De ce fait, l'Iméréthie (nom historique du royaume occupant la moitié ouest de la Géorgie, incluant les régions modernes d'Abkhazie, d'Adjarie, de Svanétie, de Mingrélie, de Gourie et d'Iméréthie propre) doit faire face à de nombreuses invasions dévastatrices depuis sa création au XIIIe siècle jusqu'à sa fin en 1810.
Malgré certaines victoires contre l'empire mongol des Ilkhanides et contre l'Empire byzantin de Trébizonde au début de son histoire, l'Iméréthie doit faire face à partir du XVIe siècle à son plus grand ennemi, l'Empire ottoman. Celui-ci considère la Géorgie occidentale comme faisant partie de sa sphère d'influence, un fait assuré par de nombreux traités de paix avec l'empire voisin des Séfévides, et tente de contrôler la politique interne du royaume, sans toutefois l'annexer. L'attitude défensive de la dynastie Bagration, qui contrôle les couronnes des royaumes géorgiens d'Iméréthie, de Karthli et de Kakhétie, mène à de nombreuses invasions ottomanes, jusqu'à l'arrivée de l'Empire russe sur la Mer Noire. Quand les invasions ne suffisent pas, les Ottomans parviennent à financer et motiver des révoltes nobiliaires internes, menant à de nombreuses guerres civiles.
L'Iméréthie doit aussi affronter son voisin occidental, le royaume de Karthli. Celui-ci, tout comme le royaume de Géorgie avant 1490, tente à de nombreuses reprises d'unifier les trois royaumes géorgiens, ce qui mène à certains conflits entre les deux royaumes, notamment l'invasion du roi Simon Ier de 1588-1590. 
Malgré une situation de guerre presque constante, l'Iméréthie parvient à survivre pendant plus de 300 ans, avant d'être finalement annexée par la Russie en 1810 après une brève invasion. Ces trois siècles de guerre mènent à une dévastation du pays, empêchant tout développement économique et culturel. De plus, les invasions ottomanes mènent à la déportation massive de milliers de Géorgiens qui sont vendus comme esclave en Turquie (durant la seconde moitié du XVIIIe siècle, l'esclavage fait perdre à l'Iméréthie près de 12 000 résidents annuellement). Les frontières entre l'empire ottoman et les domaines géorgiens changent constamment, tandis que le grand nombre de guerre fait perdre le contrôle géorgien sur les ports de la Mer Noire et sur la province d'Abkhazie, qui tombent rapidement sous les mains de pirates turcs.

## Liste
Voici une légende facilitant la lecture de l'issue des guerres ci-dessous :
- Victoire de l'Iméréthie
- Défaite de l'Iméréthie
- Autre résultat (par exemple un traité ou une paix sans un résultat clair, un Statu quo ante bellum, un résultat inconnu ou indécis)

### Royaume de Géorgie occidentale
| Période   | Nom du conflit                                        | Belligérants                                             | Belligérants                                                                             | Lieu                                    | Issue |
| Période   | Nom du conflit                                        | Alliés (y compris le royaume de Géorgie occidentale)     | Ennemis                                                                                  | Lieu                                    | Issue |
| --------- | ----------------------------------------------------- | -------------------------------------------------------- | ---------------------------------------------------------------------------------------- | --------------------------------------- | --- |
| 1269-1278 | Invasion ilkhanide                                    | Royaume de Géorgie occidentale                           | Empire ilkhanide Duché de Ratcha Mercenaires de Teguder                                  | Géorgie occidentale                     | Victoire géorgienne et fin de la dynastie des Kakhaberidzé en Ratcha.                                          |
| 1282-1285 | Invasion de l'empire de Trébizonde                    | Royaume de Géorgie occidentale                           | Empire de Trébizonde                                                                     | Empire de Trébizonde                    | Victoire décisive de l'empire grec et indépendance de Trébizonde vis-à-vis de la Géorgie.                      |
| 1330      | Invasion géorgienne                                   | Royaume de Géorgie occidentale                           | Royaume de Géorgie                                                                       | Géorgie occidentale                     | Victoire du roi Georges V de Géorgie, qui réunifie les deux royaumes géorgiens.                                |
| 1387-1390 | Première guerre d'indépendance de Géorgie occidentale | Royaume de Géorgie occidentale                           | Royaume de Géorgie Duché de Mingrélie Duché de Gourie Duché d'Abkhazie Duché de Svanétie | Géorgie occidentale                     | Victoire du roi Georges VII de Géorgie, qui réunifie les deux royaumes géorgiens après une brève indépendance. |
| 1396-1401 | Seconde guerre d'indépendance de Géorgie occidentale  | Royaume de Géorgie occidentale                           | Royaume de Géorgie                                                                       | Géorgie occidentale                     | Victoire du roi Georges VII de Géorgie et réunification des deux royaumes géorgiens.                           |
| 1463-1491 | Guerre du triumvirat géorgien                         | Royaume de Géorgie occidentale · Principauté de Samtskhé | Royaume de Géorgie Duché de Mingrélie Duché de Gourie Duché d'Abkhazie Duché de Svanétie | Géorgie occidentale, Karthlie, Samtskhé | Division de la Géorgie en trois royaumes,.                                                                     |

### Royaume d'Iméréthie
| Période      | Nom du conflit                   | Belligérants                                                                          | Belligérants                                                       | Lieu                                         | Issue |
| Période      | Nom du conflit                   | Alliés (y compris l'Iméréthie)                                                        | Ennemis                                                            | Lieu                                         | Issue |
| ------------ | -------------------------------- | ------------------------------------------------------------------------------------- | ------------------------------------------------------------------ | -------------------------------------------- | --- |
| 1509         | Guerre karthlo-imère             | Royaume d'Iméréthie                                                                   | Royaume de Karthli                                                 | Ouest du Karthli                             | Prise de Gori par les Imères mais abandon des conquêtes à la suite de l'invasion ottomane.                                                                   |
| 1509-1512    | Invasion ottomane                | Royaume d'Iméréthie                                                                   | Empire ottoman                                                     | Iméréthie                                    | Victoire des Imères. |
| 1511-1520    | Guerre karthlo-kakhétienne       | Royaume d'Iméréthie Royaume de Kakhétie Principauté de Gourie Principauté de Samtskhé | Royaume de Karthli                                                 | Karthli                                      | Victoire imère, forçant le Karthli à accepter une paix avec son voisin, le royaume de Kakhétie.                                                              |
| Janvier 1533 | Campagne contre les Zygiens      | Royaume d'Iméréthie Principauté de Gourie Principauté de Mingrélie                    | Pirates circassiens                                                | Côtes d'Abkahzie                             | Défaite des Géorgiens, mort du prince Mamia III de Mingrélie.                                                                                                |
| 1535-1545    | Guerre ottomano-imère            | Royaume d'Iméréthie Principauté de Gourie Principauté de Mingrélie Royaume de Karthli | Empire ottoman Principauté de Samtskhé                             | Samtskhé                                     | Victoire décisive des Ottomans, annexion du Samtskhé par les Turcs.                                                                                          |
| 1549         | Invasion ottomane de Gourie      | Principauté de Gourie Royaume d'Iméréthie                                             | Empire ottoman                                                     | Gourie                                       | Victoire des Ottomans et annexion de Batoumi par les Turcs.                                                                                                  |
| Août 1548    | Invasion ottomane de Vani        | Royaume d'Iméréthie                                                                   | Empire ottoman Royaume de France                                   | Vani                                         | Destruction de la région de Vani par les Ottomans. |
| 1579         | Invasion ottomane                | Royaume d'Iméréthie                                                                   | Empire ottoman                                                     | Frontière entre le Karthli et l'Iméréthie    | L'invasion ottomane est vaincue par le roi Georges II. |
| 1581         | Guerre karthlo-imère             | Empire ottoman Royaume d'Iméréthie Principauté de Gourie Principauté de Mingrélie     | Royaume de Karthli                                                 | Karthli                                      | Victoire des alliés et destruction du royaume de Karthli. |
| 1588         | Guerre karthlo-imère             | Empire ottoman Royaume d'Iméréthie                                                    | Royaume de Karthli                                                 | Iméréthie                                    | Echec de l'invasion de l'Iméréthie par le roi Simon Ier de Karthli, paix entre les deux royaumes et invasion ottomane de Karthli.                            |
| 1703         | Invasion ottomane                | Royaume d'Iméréthie Principauté de Mingrélie                                          | Empire ottoman Principauté d'Abkhazie Principauté de Gourie        | Iméréthie, Gourie                            | Devastation de l'Iméréthie, retrait des Ottomans à la suite de complications politiques, massacre de bataillons ottomans, changement de régime en Iméréthie. |
| 1741         | Invasion ottomane                | Royaume d'Iméréthie                                                                   | Empire ottoman Principauté de Mingrélie Principauté de Saabachidzo | Iméréthie                                    | Victoire ultime du roi Alexandre V, qui retourne sur le trône.                                                                                               |
| 1757-1768    | Invasions ottomanes              | Royaume d'Iméréthie                                                                   | Empire ottoman                                                     | Iméréthie                                    | Déstabilisation temporaire des Imères, qui doivent payer un tribut aux Ottomans.                                                                             |
| 1768-1774    | Guerre russo-turque de 1768-1774 | Empire russe Royaume de Kartl-Kakhétie Royaume d'Iméréthie Province d'Égypte          | Empire ottoman Khanat de Crimée                                    | Caucase, Mer Noire, Mer Méditerranée, Égypte | Victoire des alliés, mais la présence ottomane reste ferme en Iméréthie.                                                                                     |
| 1779-1784    | Guerre ottomano-imère            | Royaume d'Iméréthie                                                                   | Empire ottoman                                                     | Iméréthie, Abkhazie, Gourie                  | Victoire géorgienne contre les envahisseurs ottomans, mais pas de changements territoriaux.                                                                  |
| 1804         | Invasion russe                   | Royaume d'Iméréthie                                                                   | Empire russe                                                       | Iméréthie                                    | Victoire des Russes, qui obligent l'Iméréthie à devenir un protectorat de l'Empire, avant de l'annexer en 1810.                                              |